# Let There Be More Light
«Let There Be More Light» és la primera cançó del segon àlbum del grup britànic Pink Floyd, A Saucerful of Secrets de 1968. Composta per Roger Waters, aquest tema s'inicia amb un solo de baix. A la part cantada, la primera veu que se sent és la de Richard Wright, seguida d'un refrany interpretat per David Gilmour. Se sent, en els dos darrers minuts, molts efectes sonors de David Gilmour a la guitarra.
El títol sembla una paròdia de la frase bíblica Let there be light (que es faci la llum) que apareix al Gènesi.
Va sortir al mercat com el quart senzill americà del grup.

## Crèdits
- Roger Waters - baix, veu
- David Gilmour - guitarra, veu (refrany)
- Richard Wright - piano, veu (estrofes)
- Nick Mason - bateria, percussions